# Vârtoape
Vârtoape é uma comuna romena localizada no distrito de Teleorman, na região de Muntênia. A comuna possui uma área de 55.30 km² e sua população era de 3059 habitantes segundo o censo de 2007.